# Claire Gautraud
Claire Gautraud est une ancienne animatrice de télévision française.
Sa première apparition télévisée a eu lieu dans le jeu Pyramide où elle participait en tant que candidate. Elle était alors étudiante en médecine à Saint-Étienne. Elle parviendra à être demi-finaliste lors des Masters 1997. Son concurrent, et vainqueur du jeu, n'est autre que Jérôme Tichit, futur maître-mots de Pyramide. 
Quatre mois après sa participation au jeu, la production la rappelle pour lui proposer de remplacer Marie-Ange Nardi, ce qu'elle accepte. Elle sera ainsi coanimatrice (en tant que « maître-mots ») du jeu durant cinq ans (de 1998 à 2001, puis en 2003).
Lors d'une émission, l'attitude de Patrice Laffont à son égard sera jugée sexiste a posteriori, en 2021.
Elle apparaît dans plusieurs émissions pendant la même période telles le Téléthon, Le plus grand cabaret du monde, Questions pour un champion et Fort Boyard.
À Saint-Just-Saint-Rambert, un fan club de l'émission Pyramide se nomme Les fans de Claire en référence à Claire Gautraud.